# Magatzems del Llopis
Els Magatzems del Llopis formen un edifici modernista de la ciutat de Reus (Baix Camp), inclòs en l'Inventari del Patrimoni Arquitectònic de Catalunya, dissenyat originàriament per Domènech i Montaner, però reestructurat el 1970

## Descripció
Lluís Domènech i Montaner va projectar el 1911 per a l'exportador de fruita seca Joan Llopis Fontana uns magatzems amb façana a tres carrers, dels que s'ha conservat tot l'edifici, però transformat, i els elements que simetritzaven la composició exterior. Les tres façanes tenen la composició típica de l'arquitectura industrial "manchesteriana", que es caracteritza per la verticalitat i per la repetició regular de les portes i finestres a tots els nivells. La part més interessant és l'interior, on les quatre plantes eren diàfanes, de planta lliure. Les estructures portants són esveltes columnes de ferro colat disposades longitudinalment, que recullen els esforços de les voltes catalanes de maó de pla. Hi trobem dues formes de columnes: unes amb el perímetre del capitell octogonal i les altres amb un capitell jònic invertit. En algun moment es van afegir balcons, que no consten al projecte. L'edifici va ser reformat cap al 1970, per adequar-lo a unes oficines bancàries. Es van compartimentar les plantes i part del parament de les tres façanes, al voltant de les finestres, es va recobrir amb planxes metàl·liques. L'edifici adquirí un aspecte avantguardista, formant les obertures uns mòduls i uns relleixos tot de color verd. En el seu interior, ocupat per oficines administratives de la "Unió" i la "Caixa Rural" a la planta baixa, presenta afegits moderns.
El 1912, a l'altre costat del raval, Domènech i Montaner va reformar la gran casa del mateix propietari amb entrada pel carrer de Sant Pere, 6.